# Lina Stern
Lina Solomonovna Stern (Лина Соломоновна Штерн) (26 de agosto de 1878 – 7 de março de 1968) foi uma notável bioquímica soviética, fisiologista e humanista, cujas descobertas médicas salvaram milhares de vidas nas batalhas da Segunda Guerra Mundial. Ela é melhor conhecida pelo trabalho pioneiro sobre o que ficou posteriormente (1921) conhecido como barreira hematoencefálica.